# 塞尔希奥·拉莫斯
沙治奧·拉莫斯·加西亞（西班牙語：Sergio Ramos García，西班牙語發音：[ˈseɾxjo ˈramoz ɣaɾˈθi.a]；1986年3月30日—）出生於西班牙塞维利亞，是一名西班牙職業足球員，司職中堅，現效力墨西哥足球超級聯賽球會蒙特雷。曾擔任西班牙國家隊第一隊長、皇家馬德里第一隊長及塞維利亞第四隊長。
作為皇馬的傳奇隊長及精神領袖，拉莫斯擁有出色的頭球能力，經常幫助皇馬脫離險境，也是唯一連續17年在西甲都有進球的防守球員，拉莫斯的球員生涯實現了輝煌的大滿貫榮譽，分別代表西班牙贏得兩次歐洲國家盃、一次世界盃、代表皇馬贏得四次歐冠盃，並多達十次入選國際足總年度最佳陣容。拉莫斯球風兇悍粗野，坐擁歐冠黃牌、西甲黃牌和紅牌、國家德比紅牌及歐洲五大聯赛紅牌最多的球員此五項紀錄。2017/18球季拉莫斯多次創造紀錄。西甲作客0:0賽和畢爾包時肘擊阿杜里斯，使其生涯累計西甲19次領紅，各項賽事累計24張紅牌，無人能及。同季再接獲第166面黃牌，同時將西甲的黃牌王及紅牌王兩大「榮譽」盡攬。並且下輪累積5张黄牌須停赛。值得一提的是，拉莫斯西甲生涯因黄牌而停赛的次數超過30場，幾乎將近停赛一个赛季。拉莫斯並在該季歐冠領得生涯第35張黃牌，打破歐冠領黃牌次數最多的紀錄，單計该屆7張黃牌亦是最多。
拉莫斯近年亦開始轉型，除了防守仍然能保持一貫水準之外，其入球能力亦逐步提升，自C朗拿度離隊後成為皇馬首席十二碼劊子手。拉莫斯一共為皇馬進了72球，作為中堅是一個可觀的數字，是名符其實「帶刀侍衛」。

## 球會

### 西維爾
拉莫斯出身於西維爾的青年軍，2004年開始升上一隊，成為主力隊員之一，並在2004年2月對拉科鲁尼亚中首次亮相。
在2004-05球季的第37周賽事，拉莫斯在西維爾主場對皇家馬德里的比賽中攻入一記遠射，協助球隊以2:2打和對手，並使皇家馬德里的爭冠希望幻滅。而年輕的拉莫斯亦給當時皇馬足球總監艾列高·沙基留下深刻的印象，並向時任皇馬主席的佩雷斯推薦。

### 皇家馬德里
2005年夏天，拉莫斯離開西維爾並以2,700萬歐元的轉會費轉會到皇家馬德里。這使他成為當時西班牙最高身價的球員。拉莫斯穿上皇家馬德里的4號球衣，希望成為球隊前隊長希亞路的接班人。
2005年12月6日，在奧林比亞高斯對皇家馬德里的歐聯分組賽中攻入他加盟皇家馬德里後的第一個入球，但最終以1-2落敗。他過往在西維爾多擔任右後衛，但轉到皇家馬德里的首季卻多被安排擔任防守中場，因此他在轉會初期的表現並不如在西維爾般出色，更不時在比賽中領紅牌被逐。其後，他的表現日趨成熟和穩定，在防守時減少了一些魯莽攔截。在2006/07和2007/08球季，皇家馬德里又先後簽入一些中堅例如簡拿華路、比比和梅斯達，拉莫斯得以重新擔任右後衛。在2006/07年球季，皇家馬德里贏得西甲聯賽冠軍，取得4年來的首個重要錦標，拉莫斯可謂功不可沒。
2007-08年的球季，拉莫斯已在半個球季攻入3球，交出10個助攻，並在季後入選2008年国际足联年度最佳阵容和歐洲足協年度最佳陣容。
2009年8月，在沙加度離隊後，拉莫斯被任命為球隊第四隊長。但他在2009/10季前受傷，未能趕及季初上陣。傷癒後，拉莫斯頂替受傷的比比，在中堅位置上有著優秀的表現。2010年2月21日，皇馬對維拉利爾的比賽是拉莫斯第200次代表皇馬出戰，同時也是第150次替皇馬在聯賽上陣。
2010年7月，在隊長魯爾和副隊長古迪相繼離隊後，拉莫斯被任命為球隊的副隊長。
2011-12球季是拉莫斯重要的一季，他以中堅身份出賽，並發揮了自身優秀的防守能力於重要的比賽為皇馬把守整條防線，不時作出關鍵性的搶奪。例如於下半季的西班牙國家德比對陣巴塞隆納時，拉莫斯肩負防守美斯的重任。在歐冠半决赛次回合對戰拜仁的點球大戰中，拉莫斯把球射得一飛衝天，使球隊最终无缘决赛。拉莫斯的這次射門在后来甚至成為了西班牙大學的考題。
2013-14球季，歐冠半决赛次回合，皇馬作客安聯球場對戰衛冕軍拜仁，拉莫斯以兩記頭球協助球隊兩回合總計4-0晉身決賽。欧冠决赛比賽最後階段，皇马0:1落后马竞，傷停补时第93分钟，拉莫斯接队员莫德里奇开出的角球，头球攻门帮助皇马扳平比分，也将比赛拖入加时赛。加时赛皇马的加里夫·巴利、马些路和C朗连入3球，最终皇马以4-1击败马竞夺得冠军，也是拉莫斯的第一座欧冠，更成為決賽球迷評選的最佳球員。
2014-15賽季，隊長卡斯拿斯離隊，拉莫斯被任命為隊長。
2015–16年歐洲冠軍聯賽決賽，拉莫斯於上半場射入一球，但從慢鏡重播中發現拉莫斯有越位之嫌，最終皇家馬德里與馬德里體育會在正規時間內戰和。
17-18球季上半季國家德比，拉莫斯以手襲擊巴薩前鋒苏亚雷斯，但裁判最终仅出示黄牌，僥倖逃過紅牌處分。
2017–18年歐洲冠軍聯賽決賽，拉莫斯与敵方利物浦主將穆罕默德·沙拿爭搶摔倒，導致利物浦沙拿脫臼而替補離場。拉莫斯亦一度以手踭打中卡里奧斯。均僥倖逃過黄牌處分。
2021年2月6日，皇家馬德里宣布拉莫斯因左膝蓋受傷要接受手術，他可能會被排除在六到十週之間的比賽時間。
2021年6月16日，皇家馬德里官方宣布拉莫斯离队。

### 巴黎聖日耳曼
2021年7月8日，巴黎聖日耳曼正式宣布聘請皇家馬德里功勳後衛拉莫斯，合約至2023年。
2021年11月28日，拉莫斯在球隊3-1大勝聖艾蒂安的比賽中完成巴黎聖日耳曼首秀。
2022年1月23日，拉莫斯在4-0擊敗蘭斯的比賽中打進了第一個法甲聯賽進球。
2022年4月23日，拉莫斯在球隊對上朗斯1-1平局的比賽後，隨隊獲得法國足球甲級聯賽冠軍。
2023年6月3日，巴黎聖日耳曼官方宣佈拉莫斯將於6月4日離開。

### 回归塞维利亚
2023年9月4日，拉莫斯自由轉會回归青訓球隊塞維利亞。

### 蒙特雷
2025年2月6日，拉莫斯宣布加盟墨西哥足球超級聯賽球會蒙特雷。拉莫斯選擇穿93號球衣而不是傳統的4號，以紀念他在2014年歐洲冠軍聯賽決賽中第93分鐘扳平比分的進球。拉莫斯在對陣聖路易斯競技的俱樂部首秀中戴上了隊長袖標。3月3日，他在4-2戰勝桑托斯拉古納的比賽中攻入了他在俱樂部的首粒進球。
2025年6月18日，拉莫斯在2025年國際足協世界冠軍球會盃對陣國際米蘭的比賽中打入首粒進球，最終球隊以1-1戰平，他還被評為本場最佳球員 。39歲80天的他成為国际足联俱乐部世界杯歷史上最年長的進球球員，打破了哈维尔·萨内蒂在2010年創下的37歲紀錄。

## 職業生涯紀錄
2020年6月22日，拉莫斯超越羅納德·科曼為西甲得分最高的後衛。來自荷蘭的國家隊教練為巴塞隆納隊貢獻了67次進球。拉莫斯現在有68個聯賽進球。

2020年7月19日，這位後衛在他的職業生涯中取得了另一個非常重要的成績。當他對萊加內斯的進球時，他打進了在各俱樂部的第100個進球。
在本賽季中，西班牙後衛是皇家馬德里的最佳射手，在2019/20賽季中攻入12球。他僅落後於前鋒卡里姆·本澤馬。

2020年11月3日，拉莫斯以後衛身份在他的皇家馬德里生涯中取得了一個非常重要的成績。當他在歐洲冠軍聯賽對陣國際米蘭的進球時，他打進了在皇馬的第100個進球。他是在皇家馬德里進球最多的後衛。

### 多次領黃牌洗底
2010年歐冠分組賽作客阿贾克斯，在穆里尼奥的指示下，比賽最後3分鐘拉莫斯與阿隆索先後利用球例漏洞，雙雙故意拖延時間以蓄意領第二面黃牌，兩黃一紅被逐，在最後一場分組賽停賽，避過在淘汰賽階段停賽。事後穆里尼奥、拉莫斯與阿隆索均逃過歐洲足協處罰。
2013年歐冠八強首回合，拉莫斯與阿隆索分別辱罵球證及故意踢走皮球，雙雙再次蓄意申領黃牌，在次回合停賽，得以免於在四強停賽。事後穆里尼奥、拉莫斯與阿隆索再一次逃過歐洲足協處罰。
2014年歐冠分組賽作客，拉莫斯重施故技，先伸手干扰对方门将，又侵犯对方前锋，申領黃牌，在最後一場分組賽停賽，避過在淘汰賽十六強停賽。
2019年歐冠十六強首回合又是作客阿賈克斯，皇馬在客場成功先聲奪人以2：1拿下勝利，次回合回到主場只需守和即可進入八強，於是拉莫斯在比賽末段技術性犯規領黃牌，因累計兩張黃牌而停賽一場。他在賽後受訪時承認，是故意領黃以避免於八強停賽。歐洲足協隨後就此展開紀律調查，最後處罰他要額外停賽一場。結果諷刺的是皇馬在主場的第二回合竟然以1：4的比數慘敗，於十六強出局，頂替拉莫斯出場的納喬表現慘不忍睹，於是這份停賽令要延至下季分組賽執行。

## 國家隊
2005年，拉莫斯首次得到西班牙國家隊教練阿拉干尼斯的徵召，並在對中國的友誼賽中首次上陣。
拉莫斯在他的處子戰中表現不俗，並繼續入選之後對塞爾維亞和黑山的2006年世界盃外圍賽陣容。由於原為正選右後衛的沙加度受傷缺陣，拉莫斯更獲得正選上陣的機會。
在前國家隊教練阿拉干尼斯執教下，拉莫斯成為國家隊主力後防球員，更隨西班牙奪得2008年歐洲國家盃、2010年世界盃和2012年歐洲國家盃,以拉莫斯作為主力的後防線於三場決賽都能零封對手而成功奪冠。拉莫斯的大賽表現受到高度評價。
2011年，拉莫斯以2010年國際足協世界盃冠軍之姿獲得皇家體育金牌勳章，使他有權使用「The Most Illustrious」尊稱。
2014年世界盃拉莫斯作為主力中堅，但西班牙最後以5-1敗於荷蘭，2-0敗於智利，於分組賽出局。成為世界盃史上最快出局的衛冕球隊。
2019年6月7日，拉莫斯勝出第122場國際賽賽事，創造世界紀錄，成為勝出最多國際賽賽事的球員。同年10月13日對陣挪威的歐錦賽預選賽比賽中出場，超越卡西利亞斯成為西班牙國家隊出場次數最多的球員。
2021年5月，拉莫斯在因受傷困擾的賽季之後，被路爾斯·安歷基排除在西班牙國家隊的2020年歐洲國家盃24人大名單外。他的缺席標誌著自2004年歐洲杯以來第一次沒有參加過國家隊比賽。
2022年11月，拉莫斯缺席了2022年國際足協世界盃的26人大名單。
2023年2月23日，由于拉莫斯已被主帅德拉富恩特告知他已不在国家队的计划之内，在社交媒体上正式宣布从国家队退役，结束了长达18年的国家队生涯。

## 榮譽

### 俱樂部
皇家马德里
- 西班牙甲組足球聯賽冠軍﹕2006-07、2007-08、2011-12、2016-17、2019-20
- 西班牙國王盃冠軍﹕2010-11、2013-14
- 西班牙超級盃冠軍﹕2008年、2012年、2017年、2019年
- 歐洲聯賽冠軍盃冠軍﹕2013-14、2015-16、2016-17、2017-18
- 歐洲超級盃 冠軍﹕2014年、2016年、2017年
- 世界冠軍球會盃 冠軍﹕2014年、2016年、2017年、2018年

 巴黎聖日耳曼
- 法國足球甲級聯賽冠軍：2021–22、2022-23
- 法國超級杯冠军：2022年

### 國家隊
西班牙
- 世界盃 冠軍：2010年
- 歐洲國家盃 冠軍：2008年、2012年
- 歐洲U-19足球錦標賽冠軍：2004年

### 個人
- 欧洲足联年度最佳新秀：2004-05
- 欧洲足联年度最佳阵容：2008年、2012年、2013年、2014年、2015年、2016年、2017年
- 国际足联年度最佳阵容：2008年、2011年、2012年、2013年、2014年、2015年、2016年、2017年、2018年、2019年

### 勳章
- 金牌－皇家體育勳章：2011[33]